# KOffice
KOffice war ein freies Bürosoftware-Paket von KDE, welches mit OpenOffice.org und Microsoft Office verglichen werden kann und das OpenDocument-Format verwendet.
Das Office-Paket enthält Programme für Textverarbeitung (KWord), eine Tabellenkalkulation (KSpread), ein Präsentationsprogramm (KPresenter), Ablaufdiagramme (Kivio) und ein Vektorgrafikprogramm (Karbon14). Außer KWord sollten sie ab Version 2.4 unter neuen Namen firmieren.
Im Zuge einer Aufspaltung des Projekts in KOffice und Calligra Suite wurden die Programme für Datenbank (Kexi), Projektverwaltung (KPlato) und Mal- und Bildbearbeitungsprogramm (Krita) aus KOffice entfernt und werden ab Version 2.4 – mitunter mit neuen Namen – als Teil von Calligra entwickelt.
Im September 2012 wurde KOffice ohne formelle Ankündigung eingestellt.

## Programme
Für die noch bis KOffice 2.3 enthaltenen, aber nun entfernten Komponenten, siehe → Calligra Suite.

### Textverarbeitung

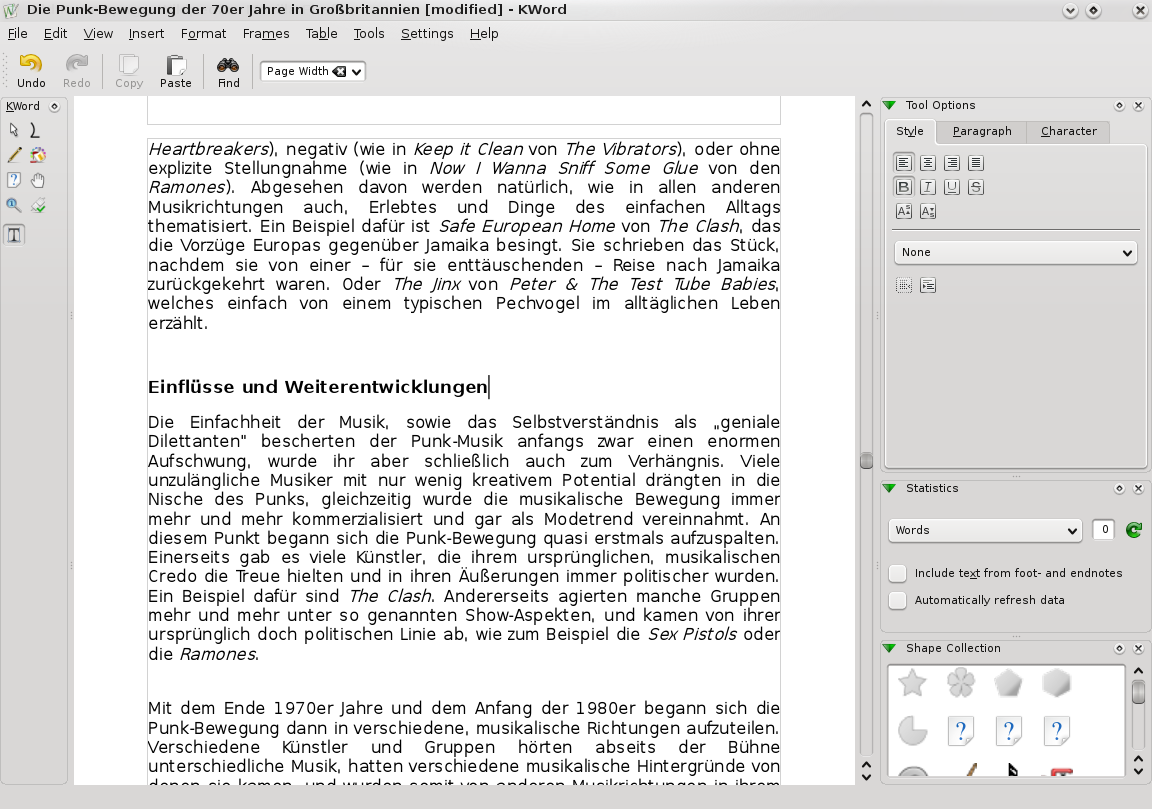
Bildschirmfoto von KWord

KWord dient zur Textverarbeitung und zum Desktop-Publishing. Im Textverarbeitungsprogramm können neben Fließtext auch Frames (Rahmen) eingesetzt werden, um einzelne Komponenten genau zu platzieren. Eine Besonderheit ist derzeit noch die Fähigkeit der Textverarbeitung PDF-Dokumente nicht nur ausgeben, sondern auch lesen und weiterverarbeiten zu können (ab Version 1.3). Je nach Vorlage entspricht die Umsetzung hierbei mehr oder weniger dem Original.

### Tabellenkalkulation

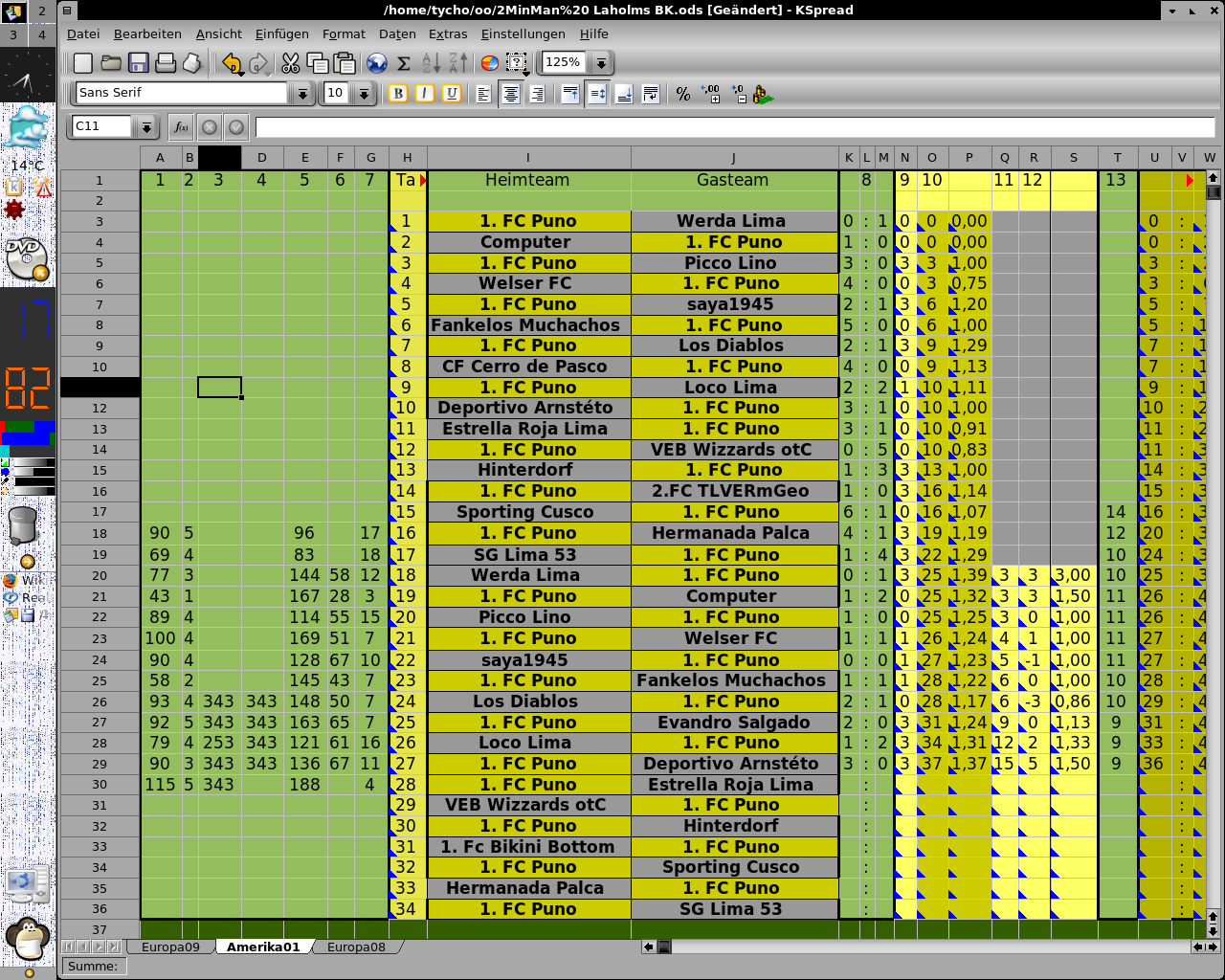
Bildschirmfoto von KSpread

KSpread (künftig KCells) ist die Tabellenkalkulation des Pakets. Man kann damit neben dem Anlegen von Tabellen auch komplexe mathematische Formeln und Statistiken erstellen.

### Präsentation
Mit KPresenter (künftig Showcase) können Präsentationen mit Bildern, Effekten bei Seitenwechsel und Animationen erstellt werden.

### Zeichnungen
Karbon14 (künftig Artwork) ist das Vektorgrafikprogramm von KOffice.

### Ablaufdiagramme
Kivio ist ein Programm zum Zeichnen von Ablaufdiagrammen. Es wurde ursprünglich von der Firma theKompany entwickelt und später unter die GNU General Public License gestellt. Nach diesem Schritt wurde es eine Komponente von KOffice.

## Geschichte
Ihren Anfang nahm die Entwicklung von KOffice 1997 mit KPresenter; KWord folgte 1998. 1999 erwähnte ein damaliger Microsoft-Mitarbeiter KOffice bei einem großen Zivilprozess, den die USA gegen den Konzern anstrengten, als Beispiel für Konkurrenzprodukte im Bereich von Büroanwendungen.
2000 kam die erste offizielle Veröffentlichung als Teil von KDE 2. 2001 folgte 1.1 und 2002 Version 1.2.
Seit der KOffice-Version 1.4 vom 21. Juni 2005 können die erstellten Dateien in den offenen XML-Formaten der Organization for the Advancement of Structured Information Standards (OASIS) gespeichert werden, welche auch von OpenOffice.org oder LibreOffice benutzt werden. Dies soll den Datenaustausch vereinfachen.
Version 1.4 von KOffice nutzte das neue Format noch nicht standardmäßig, weil die Unterstützung dafür noch nicht ausgereift und umfassend genug war. Seit der am 11. April 2006 veröffentlichten Version 1.5 werden die OpenDocument-Formate als Voreinstellung beim Speichern von Dateien verwendet.
Nach etwa dreijähriger Entwicklungszeit erschien im Mai 2009 die erste Veröffentlichung von Version 2.0, die auf Qt4 und KDE Platform 4 aufbaut und auch auf Windows und macOS lauffähig ist. Diese Version wurde grundlegend überarbeitet, wobei es eine Entwicklungs- und Test-Version darstellte, der noch einige Funktionen fehlten und die noch nicht für Endanwender empfohlen wurde. Somit war die Version 2.0 ähnlich den ersten KDE4-Versionen eher als ein Grundgerüst und eine Vorschau auf spätere Versionen zu verstehen. Auch mit Version 2.1 wurde noch keine Funktionsgleichheit mit Version 1.6 erreicht. Die erste stabile von KOffice 2, die auch für Endanwender geeignet ist, war Version 2.2 und wurde am 28. Mai 2010 veröffentlicht, mit dieser Version wurde auch Kexi, die integrierte Datenbank, nach drei Jahren Entwicklung in KOffice 2 aufgenommen. Ab Version 2.2 ist Leseunterstützung für Microsofts XML-basiertes Dateiformat Office Open XML enthalten.

### Abspaltung der Softwaresammlung und einzelner Anwendungen
Nach einem lang andauernden Streit mit KWord-Entwickler Thomas Zander gab das übrige Entwicklerteam am 6. Dezember 2010 bekannt, dass KOffice ab Version 2.4 in Calligra Suite abgespalten werden soll. Dies soll vor allem den Wert der Software als Technologie-Plattform widerspiegeln. Mit der Umbenennung des gesamten Pakets geht auch eine Umbenennung einzelner Komponenten einher. KSpread wird in Tables, KPresenter in Stage, Kivio in Flow und KPlato in Plan umbenannt werden. KWord wurde zu einer neuen Anwendung namens Words abgespalten.
Die 2.3-Serie von KOffice wurde vom Calligra-Team gepflegt. Die Entwicklung für KOffice 2.4 wurde nach der Abspaltung von Thomas Zander praktisch alleine betrieben, der wiederum zusätzlich zur Weiterentwicklung von KWord Derivate von KSpread, KPresenter und Karbon14 unter neuen Namen in den Entwicklungszweig von KOffice 2.4 aufgenommen hatte. Alle anderen KOffice-2.3-Komponenten wurden ersatzlos entfernt.
Im September 2012 wurde die KOffice-Entwicklung eingestellt und die Webseite durch einen Platzhalter ersetzt. Im Oktober 2012 wurde KOffice aus den KDE Quality Website Tools entfernt.
Mittlerweile wird die Domain koffice.org auf calligra.org weitergeleitet.